# Јечам
Јечам (лат. Hordeum sativum) је род једногодишњих биљака из породице трава (Poaceae). Дели се у три врсте: а) дворедни (Hordeum distichum), који најчешће служи за производњу пива, б) вишередни (Hordeum polystichum и Hordeum vulgare); и ц) прелазни (Hordeum intermedium). Јечам се сматра једном од најстаријих житарица у Европи. Сејао се још у каменом добу, култивисао у старом Египту, Месопотамији и подручју европских сојеница. У Вавилону се од њега правила каша и пиво, а у Старом веку је пржени јечам био важна животна намирница.
Јечам је житарица која успева у хладнијим крајевима. Користи се за производњу хлеба, слада, пива, кавовина, сточне хране и др. Јечам се користи у супама и и другим јелима, и у јечменом хлебу разних култура. Од јечмених зрна се обично прави слад по традиционалном и древном методу припреме.
Године 2014, јечам је рангиран као четврти међу житарицама у погледу произведене количине (144 милиона тона), иза кукуруза, пиринча и пшенице.

## Биологија
Јечам је члан фамилије трава. Он је само-опрашујућа, диплоидна врста са 14 хромозома. Дивљи предак доместикованог јечма, Hordeum vulgare subsp. spontaneum, изобилан је на травнатим и шумски површинама широм области плодног полумесеца западне Азије и северне Африке, и има га пуно у поремећеним стаништима, путевима и воћњацима. Изван овог региона, дивљи јечам се ређе среће и обично је присутан у поремећеним хабитатима. Међутим, у једног студији маркера разноврсности целокупног генома, утврђено је да је Тибет један додатни центар доместикације култивационог јечма.

### Доместикација
Дивљи јечам има крхке шиљке; након сазревања, Poaceae се одвајају, што помаже у распршивању семена. Доместиковани јечам има неломљиве шиљке, што у знатној мери олакшава жетву сазрелог класја. Неломљиво стање је узроковано мутацијом у једном од два блиско повезана гене позната као Bt1 и 2; многи култивари поседују обе мутације. Неломљиво стање је рецесивно, тако да су варијетети јечма који поседују то стање хомозиготни за мутирани алел.
Свака биљка добија сет гена од оба родитеља, и стога постоје две копије сваког гена у свакој биљци. Ако је једна генска копија нефункционални мутант, док је друга генска копија у реду, мутација нема ефекта. Једино кад је биљка хомозиготна, нпр. кад су обе копије гена нефункционални мутанти, мутација долази до изражаја, нпр. биљка испољава неломљиво стање.

### Јечам са два и шест редова
Спикелети су аранжирани у триплете који су наизменично поређани дуж стабљике. Код дивљег јечма (и других врста Hordeum Старог света), једино је централни спикелет плодан, док су друга два редукована. Ово стање се задржало у појединим култиварима познатим као двореди јечам. Пар мутација (једна доминантна, друга рецесивна) довеле су до тога да плодни латералним спикелети производе шестореди јечам. Недавне генетичке студије су показале да је мутација једног гена, vrs1, одговорна за транзицију из дворедог у шестореди јечам.
Двореди јечам има нижи протеински садржај од шесторедног, те је стога његов садржај ферментабилног шећера већи. Високо-протеински јечам је подеснији за сточну храну. Јечам за прављење слада обично има нижи протеински садржај („ниско азотна зрна”, обично се производи без касне примене ђубрива) те има равномернију герминацију, потребно му је краће време натапања, и има мањи протеински садржај у екстракту, који би могао да учини да пиво изгледа замућено. Двореди јечам се традиционално користи у енглеском стилу пива. Шестореди јечам је уобичајен код неких америчких пива стила лагер, посебно кад се користе додаци као што су пиринач и кукуруз, док се слад од дворедог летњег јечма преферентно користи за израду традиционалних немачких пива.

### Бесплевни јечам
Бесплевни или „голи” јечам (Hordeum vulgare L. var. nudum Hook. f.) је форма доместикованог јечма код кога се лакше уклања плева. Голи јечам је антички прехрамбени усев. Нова индустрија се развила око употребе одабраних бесплевних врста јечма с циљем повећања сварљива енергија зрна, посебно у исхрани свиња и живине. Hulless barley has been investigated for several potential new applications as whole grain, and for its value-added products. These include bran and flour for multiple food applications.

### Класификација
У традиционалној класификацији јечма, морфолошке разлике су довеле до тога да се различите форме јечма класификују као различите врсте. По тим класификацијама, двореди јечам са ломљивим шиљцима (дивљи јечам) се класификује као Hordeum spontaneum . Двореди јечам са неломљивим шиљцима се класификује као H. distichum L., шестореди јечам са неломљивим шиљцима као H. vulgare L. (или H. hexastichum L.), и шестореди јечам са ломљивим шиљцима као H. agriocrithon Åberg.
Пошто су те разлике узроковане мутацијама једног гена, као и због цитолошке и молекуларне евиденције, садашње класификације третирају ове форме као једну врсту, H. vulgare L.

## Историја
Јечам је био једна од првих доместикованих житарица у Плодном полумесецу, области која је релативно богата водом у западној Азији, и у близини реке Нила северозападне Африке. Овај усев се појавио у исто време као и једнозрна и двозрна пшеница. Дивљи јечам (H. vulgare ssp. spontaneum) је заступљен од северне Африке и Крита на западу, до Тибета на истоку. Најранија евиденција дивљег јечма у археолошком контексту потиче из епипалеолита на локацији Охало II у јужном делу Галилејског језера. Остаци су датирани на око 8500. п. н. е. Доместиковани јечам се појавио у прегрнчарским неолитским локацијама на Блиском истоку, као што су слојеви прегрнчарског неолита Б код Тел Абу Хурејра, у Сирији. До 4200. п. н. е. доместиковани јечам је био присутан све до источне Финске. Јечам је био узгајан на Корејском полуострву од раног Мумунског периода грнчарије (око 1500–850. п. н. е.) заједно са другим усевима, као што су просо, пшеница, и махунарке.
Јечам (познат као Yava у ведијском и класичном Санскриту) се помиње много пута у Ригведи и другим Индијским записима као једна од главних житарица у древној Индији. Трагови култивације јечма су исто тако нађени у Харапанској цивилизацији постнеолитског бронзаног доба од пре 5700–3300 година.
У књизи награђеној Пулицеровом наградом, Оружје, микроби и челик, Џаред Дајмонд напомиње да је доступност јечма, заједно са другим доместикованим усевима и животињама, у југозападној Евроазији знатно допринела широком историјским обрасцима које је људска историја следила током приближно задњих 13.000 година; i.e., зашто су Евроазијске цивилизације, као целина преживеле и покориле друге.
Јечмено пиво је вероватно једно од првих алкохолних пића која су развили неолитски људи. Јечам је касније кориштен као валута. Античка сумерска реч за јечам је била akiti. У старој Месопотамији, стабљика јечма био је примарни симбол божице Шале. Заједно са двозрном пшеницом, јечам је био основна житарица у старом Египту, где је кориштен за прављење хлеба и пива. Опште име за јечам је jt (хипотетично се изговарало као „ит”); šma (што се хипотетично изговарало са „ши-ма”) односи се на горње-египатски јечам и симбол је Горњег Египта. Према Поновљеним законима 8:8, јечам је једна од „седам врста” усева који карактеришу плодност Обећане земље Ханана, и он има проминентну улогу у израелитским жртвовањима описаним у Тори (погледајте нпр. Бројеве 5:15). Религиозни значај се проширио у средњем веку у Европи, и јечам је нашао примену и у законодавству, у виду алфитомансије и корснеда.
Порције јечма за раднике се појављују у Линеар Б плочицама у микенским контекстима на Кнососу и у мекенском Пилосу. У копненој Грчкој, ritualни значај јечма вероватно датира још од најранијих ступњева елеусинске мистерије. Припремни кикеон или мешовито пиће иницијације, припремљено од јечма и биља, помиње се у Хомерским химнама Деметру, чије име неки научници сматрају да је значило „јечмена мајка”. Пракса је била да се осуши јечмени прекруп и да се запече пре припреме каше, према запису Плинија Старијег у Природној историји (xviii.72). Тако се формирао слад који би након ферментације добијао алкохолни садржај.
Плиније је исто тако напоменуо да је јечам кориштен као специјална храна за гладијаторе, познате као hordearii, „они који једу јечам”. Међутим, он је такође напоменуо да је до Римских времена пшеница заменила јечам као основна храна.
Тибетански јечам је био основна храна у тибетанској кухињи од петог века. Ова житарица, заједно са хладном климом која је омогућила њено складиштење, произвела је цивилизацију која је могла да подигне велике армије. Они су од јечменог брашна правили производ звани цампа, који је још увек основна храна у Тибету. Брашно се пекло и мешало са маслацом и чајем од маслаца да би се формирало чврсто тесто које се јело у виду малих кугли.
У средњовековној Европи, хлеб направљен од јечма и ражи је био сеоска храна, док су пшеничне продукте конзумирале више класе. Кромпир је у великој мери заменио јечам у источној Европи у 19. веку.

## Генетика
Геном јечма је био секвенциран 2012. године, захваљујући залагању Међународног конзорцијума за секвенцирање генома јечма, као и УК конзорцијума за секвенцирање јечма.
Геном се састоји од седам парова нуклеарних хромозома (препоручене ознаке су: 1Х, 2Х, 3Х, 4Х, 5Х, 6Х и 7Х), једног митохондријског и једног хлоропластног хромозома, са укупно 5000 Mbp. Изобилне биолошке информације су већ слободно доступне у неколико база података о јечму.
Постоје индикације да дивљи јечам (H. vulgare ssp. spontaneum) који је присутан у Плодном полумесецу није прогенитор јечма који се култивира у Еритреји и Етиопији, из чега следи да је вероватно дошло до засебне доместикације у источној Африци.

## Продукција
| Главни произвођачи јечма 2014. године                                                                  | Главни произвођачи јечма 2014. године |
| Земља                                                                                                  | Продукција (милиона тона)             |
| --- | ------------------------------------- |
| Русија                                                                                                 | 20,4                                  |
| Француска                                                                                              | 11,7                                  |
| Немачка                                                                                                | 11,6                                  |
| Украјина                                                                                               | 9,0                                   |
| Канада                                                                                                 | 7,1                                   |
| Шпанија                                                                                                | 7,0                                   |
| Велика Британија                                                                                       | 6,9                                   |
| Турска                                                                                                 | 6;3                                   |
| Свет                                                                                                   | 144,5                                 |
| Извор: база података статистичког одељења организације за храну и пољопривреду Уједињених нација, 2014 |                                       |

Године 2014, светска продукција јечма је била 144 милиона тона, при чему је Руска Федерација произвела 14% тотала, а следиле су Француска и Немачка као највећи произвођачи (табела).

## Састав
садржи фенолне киселине кафеинску и p-кумаринску, ферулинску и 8,5'-диферулинска киселину, флавоноиде катехин-7-O-глукозид, saponarin, катехин, процијанидин Б3, процијанидин Ц2, и проделфинидин Б3, и алкалоид хорденин.

### Влакна
Јечам је одличан извор дијететских влакана и садржи и растворљива и нерастворљива влакна. Растворљива влакна су делотворна у смањивању холестерола у крви и могу умањити ризик од срчаних обољења.
Научници су утврдили да је један тип растворљивих влакана, бета-глукан, примарна компонента јечма која је одговорна за смањивање холестерола.
Клиничке студије показале су да је конзумирање целовитог јечма или јечмених производа попут јечмених зрна, јечмених пахуљица или јечменог брашна који пружају најмање 3 грама бетаглуканских растворљивих влакана дневно, делотворно у смањивању укупног и ЛДЛ холестерола. Студије су такође показале да повећавање дневног уноса ових растворљивих влакана резултира још већим смањивањем укупног и LDL холестерола.
Једна четвртина шоље некуваних јечмених зрна ( = отприлике једна чаша куваног јечма) садржи cca. 2,5 грама бета глукан растворљивих влакана. Половина шоље некуваних јечмених пахуљица садржи отприлике 2 грама бета глукан растворљивих влакана.
Растворљива влакна су такође корисна за умањивање апсорбције шећера и смањивање ризика од развијања дијабетеса типа 2.
Када су у питању нерастворљива влакна у јечму, она помажу успостављању редовног пражњења црева и могу помоћи у смањивању ризика од одређених облика рака попут рака дебелог црева. Осим тога, конзумирање хране богате влакнима може повећати и продужити осећај ситости, што је важно за одржавање одговарајуће телесне тежине и превенције гојазности.

### Холестерол и масти
Попут свих биљака, јечам је природно без холестерола и има мали удео масти. Пола чаше јечмених зрна садржи мање од ½ грама масти и само 100 калорија.

### Витамини и минерали
Јечам садржи неколико витамина и минерала укључујући ниацин (витамин Б3), тиамин (витамин Б1), селен, гвожђе, магнезијум, цинк, фосфор и бакар.

### Антиоксиданти
Јечам садржи антиоксиданте који су такође веома важни за одржавање доброг здравља. Антиоксиданти делују тако што смањују стопу оксидацијског оштећења прикупљањем слободних радикала који настају када тјелесне ћелије користе кисеоник.

### Фитохемикалије
Јечам садржи фитохемикалије што су природне хемикалије које се налазе у биљкама. Студије су показале да фитохемикалије могу умањити ризик обољења од одређених срчаних болести, дијабетеса и рака. Међутим, потребна су додатна истраживања да би се потврдили ови резултати.

## Потврда FDA о позитивним учинцима јечма
Америчка FDA (Управа за храну и лијекове) након анализе научних доказа и студија, потврдила је да додавање јечма здравој исхрани може умањити ризик од срчаних обољења смањивањем укупног и LDL холестерола, те финализирала правило којим се дозвољава да производи које садрже јечам на својим паковањима могу носити ознаку да су растворљива влакна која садрже корисна за срце.

## Галерија
Поља јечма у Србији